# Zinacanteco Tzotzil (jezik)
Zinacanteco Tzotzil (fon. sinakantek cocil; zinacantán tzotzil; ISO 639-3: tzz), jedan od jezika majanske jezične porodice kojim se služe Indijanci Zinacanteco na planinskom području meksičke države Chiapas.Govori se zapadno od grada San Cristóbal de las Casas u općini Zinacantán.
Pripada užoj skupini chol-tzeltal (čol-celtal), podskupini tzeltal. Govori ga oko 25 000 ljudi (1990).

## Vanjske poveznice
- Ethnologue (14th)
- Ethnologue (15th)